# Power Architecture Platform Reference
De Power Architecture Platform Reference (PAPR) is een initiatief uit 2006 van Power.org om een nieuw open computerplatform te definiëren op basis van Power ISA-processors. Het volgt op twee eerdere pogingen uit de jaren negentig: PReP en CHRP.

## Geschiedenis
De PAPR-specificatie, die voor het eerst gepubliceerd werd in het najaar van 2006, vormt de basis voor de ontwikkeling van standaard servers. Verschillende besturingssystemen zoals Linux en IBM AIX vertrouwen op de PAPR-interface om op Power-gebaseerde hardware te draaien. PAPR is de stap van Power.org in de richting van wat IBM oorspronkelijk deed met PReP, in die zin dat het een gemeenschappelijke hardwaredefinitie specifieert, alsook een software- en firmwareplatform dat aan een reeks vereisten moet voldoen. In de praktijk is de PAPR een uitbreiding op de Open Firmware-specificatie.
In 2008 publiceerde Power.org ePAPR, een specificatie voor embedded systems. In 2011 werd een bijgewerkte versie uitgebracht, ePAPR v1.1, die een nieuw hoofdstuk over virtualisatie toevoegde. Afgezien van enkele basisconcepten heeft de ePAPR-specificatie niets gemeen met de variant voor servers.
Sinds 2013 zijn er uitbreidingen gedaan door de OpenPOWER Foundation, die een iets beperktere versie van de PAPR-standaard voor het draaien van Linux op Power-hardware uitbracht met de naam LoPAPR. Met de release van een nieuwe versie in 2020 werd LoPAPR hernoemd naar LoPAR (Linux on Power Architecture Reference).
De volledige PAPR-specificatie is alleen beschikbaar voor OpenPOWER-leden, de ePAPR- en LoPAR-specificaties zijn vrij beschikbaar.

## Systemen
De volgende systemen voldoen aan de PAPR-specificatie:
- IBM JS20/21 — bladeservers op basis van PowerPC 970FX/MP-processors.
- IBM System p-productlijn — de voorloper van de IBM Power Systems-productlijn.